# La storia di Hlakanyana
La storia di Hlakanyana è un racconto popolare Kaffir, quindi proveniente dall'attuale Sudafrica e da gran parte del sud dell'Africa.
 Kaffir è la parola con la quale vennero definiti gli abitanti indigeni del sud dell'Africa, dai primi europei giunti intorno alla fine del XVI secolo. Le tribù rinominate in questo modo furono quelle Zulu, Xhosa, Tswana e Basotho.
Il racconto appartiene al genere delle storie narrate allo scopo di intrattenere e di divertire e che comprendono qualche intento morale. Hlakanyana è però anche il tipico Briccone, una figura emblematica della narrativa africana, egoista quanto innocente, distruttiva quanto creativa, ridicola quanto irragionevole, e nel caso di Hlakanyana orribile.
La serie di vicende che si sviluppa nell'ambito dello stesso racconto, presenta qualche analogia con le storie picaresche dei nativi Nordamericani.

## Trama
Il racconto inizia con la descrizione della strana e misteriosa nascita del Briccone.

Ci troviamo in un villaggio, nel quale tutte le donne tranne una, quella del capo, hanno già partorito. La donna sterile, sente voci estranee che la invitano a procreare. Finalmente mette alla luce un bimbo, che però appare piccolo e con la faccia di un vecchio e soprattutto avanza pretese straordinarie, come quella di mangiare la carne e compie astuzie incredibili e orribili, come quella di far incriminare e quindi uccidere un innocente per un atto che ha invece commesso il Briccone.

Hlakanyana è capace di mettere sul piede di guerra l'intera sua tribù inscenando una finta aggressione subita da ipotetici nemici e ne combina una dopo l'altra fino al giorno in cui viene scacciato dalla sua tribù ed incomincia il suo peregrinare foriero di gesta cattive.

Nell'ordine riesce ad uccidere una vecchia bollendola nella sua stessa pentola ed a farla mangiare dai suoi stessi figli, inganna un giovane ingenuo, degli artigiani fabbricanti vasi di argilla, dei mandriani di vitelli, dei guardiani di vacche, una ragazza che pascolava le capre che il Briccone divora una ad una, un gruppo di cannibali, una iena e una leopardessa alla quale mangia un cucciolo dopo l'altro. 

In tutte queste avventure il Briccone oltre alla sua orribile tendenza a mangiare carne animale, mette in evidenza abilità e astuzia che gli consentono di raggirare la controparte ed a ottenere sempre qualcosa in più di quello che si sarebbe meritato.

Ma il destino, in questo racconto, è crudele anche nei confronti di Hlakanyana, che muore appena dopo essere rientrato a casa.